# Óbér
Óbér (németül: Olbendorf, horvátul: Lovrenac) község Ausztriában Burgenland  tartományban a Németújvári járásban.

## Fekvése
Németújvártól 25 km-re északnyugatra, Felsőőrtől 12 km-re délre a Szenteleket Felsőőrrel összekötő út mentén fekszik. Óbér Burgenland leginkább szétszórt települése, hiszen házai a község egész területén szétszórtan találhatók.

## Története
Óbér várát 1272-ben említik először "Castro Olber" néven. A vár, melyről a település a nevét kapta és amelynek sáncai mai jól kivehetők a templomtól délkeletre emelkedő dombon a "Schlossriegel"en állt. A németújvári viszály során 1289-ben Albert osztrák herceg elfoglalta és lerombolta.
A település 1289 előtt, valamint 1291 és 1468 között a Németújvári grófok birtoka volt. 1469-ben Hunyadi Mátyás magyar király "Alber" falut több más településsel együtt Baumkirchner Andrásnak adományozta. 1538 és 1566 között "Albyr" vagy másképpen "Holbendorf" Szalónak várnagyának Pukhamar Longinusnak a birtoka volt. 1566-ban a Batthyányak birtoka lett és maradt a későbbi századok során is. 1605-ben Bocskai István hajdúi a település nagy részét felégették. Óbért a pestisjárványok sem kímélték. 1600-ban és 1621-ben két nagy pestisjárvány is dühöngött a vidéken. A kuruc háborúk, majd az 1848/49-es Habsburg-ellenes szabadságharc is mély nyomokat hagytak az életében.
A falunak már a 16. században önálló plébániája volt. Dombon álló Szent Lőrinc tiszteletére szentelt templomát az 1698-as egyházi vizitáció jegyzőkönyve már nagyon régiként említi. Lakói ekkor részben katolikusok, részben evangélikusok. Később a templom Baksafalva filiája lett és egészen 1807-ig filia maradt. Ekkor alapították újra a plébániát. Az 1812-es egyházi vizitáció megemlíti, hogy 1794-ben a régi templomot jelentősen bővítették és teljesen megújították.
Fényes Elek szerint "Olbendorf, német falu, Vas vmegyében, a németujvári uradalomban: 830 kath. lak., paroch. templommal, sovány, hegyes határral."
Vas vármegye monográfiája szerint "Ó-Bér, nagy falu, 205 házzal és 1300 németajkú, r. kath. és ág. ev. vallású lakossal. Postája és távírója Szent-Elek."
1910-ben 1523 lakosából 1507 német, 11 magyar, 5 horvát volt. A trianoni békeszerződésig Vas vármegye Németújvári járásához tartozott. 1921-ben Ausztria Burgenland tartományának része lett. Mindkét világháború számos áldozatot követelt. Az orosz csapatok 1945 áprilisában foglalták el a községet, a harcokban sok épület megsemmisült vagy súlyosan megrongálódott. A háború után megindult az újjáépítés, az utcákat aszfaltozták, 1950-ben pedig bevezették az elektromos áramot. Kiépült a vízvezeték hálózat, községháza, népiskola, óvoda, postahivatal, bank épült a községben. A helyi önkéntes tűzoltóegylet számára új tűzoltó szerház épült. A lakosság nagy része ma ingázásra kényszerül munkahelye és lakóhelye között, közülük sokan Bécsben dolgoznak. 2001-ben 1394 lakosából 1370 német, 5 magyar, 19 egyéb nemzetiségű volt.

## Nevezetességei
- Óbér várának maradványai a Schlossriegelen ma is jól láthatók. Az északnyugati és északkeleti sarkában árokkal határolt magaslaton található a csonkakúp alakú védmű. Ezen állhatott a toronnyal megerősített felsővár, melyet délnyugat és délkelet felől háromszoros sánc védett. Ezt az elővártól egy mély árok választotta el. A vár nagyon rövid életű lehetett, 1271 előtt még nem, és 1291 után már nem említik. A Kőszegi viszály után ténylegesen lebontották és többé nem építették fel.
- Szent Lőrinc tiszteletére szentelt római katolikus plébániatemploma 1385-ben épült egy korábbi fatemplom helyén, mai formájában 1794-ben építették át.
- Evangélikus templomát 1722 és 1724 között építették, 1863-ban átépítették.

## Külső hivatkozások
- Hivatalos oldal Archiválva 2012. szeptember 15-i dátummal a Wayback Machine-ben (németül)
- Óbér várának feltárásáról (németül)
- Óbér vára a magyar várak honlapján (magyarul)
- Óbér a dél-burgenlandi települések honlapján (németül)
- Óbér az Osztrák Statisztikai Hivatal honlapján (németül)
- A helyi evangélikus egyház története (németül)